# Mò giấy
Litsea monopetala là loài thực vật có hoa trong họ Nguyệt quế. Loài này được (Roxb.) Pers. miêu tả khoa học đầu tiên năm 1807.